# Losontzi István
Mányoki Losontzi István (Szilasbalhás, 1704. vagy 1709. – Nagykőrös, 1780. március 29.) gimnáziumi tanár, igazgató, tankönyvíró.

## Élete
Neve 1727-ben mint nagykőrösi diák tűnik fel az iskola anyakönyvében, majd két év múlva debreceni diák lett, egészen 1738-ig. Ezután a ceglédi iskola rektora lett, majd 1739 őszén az Utrechti Egyetemre ment tanulni, ahol a református teológián doktori oklevelet szerzett.
1740-ben Pápára hívták rektornak, de nem élt a kitüntető meghívással, mert Utrecht után még tanulni szeretett volna a Hallei Egyetemen.
1741-1769 között ő volt az első akadémiát végzett igazgató-rektor Nagykőrösön. A tanárhiány következtében sok tárgyat tanított: görögöt, hébert, logikát, filozófiát, földrajzot, történelmet és hittant.
Mintaszerű, megbecsült polgára lett Nagykőrösnek. Felesége, a kenderesi születésű Katona Anna 17 gyermekkel ajándékozta meg, de az árvákat is pártfogolták. Az 1758-ban felújított városi vigyázótoronyra az ő neve is felkerült.
Megsüketült ezért 1769-ben kényszerűen visszavonult. 28 éves igazgató-rektori munkássága rendkívül szerteágazó és gazdag volt: a felsőbb
éveseket tanította, felügyelt a kisebbek tanítására, a magánfoglalkozásokra, Kiss Áron kutatásai szerint 10 tankönyvet írt, vezette az iskola anyakönyvét, teológiai vizsgálatokat végzett a püspök megbízásából, de annak halálát követően az istentiszteletek, a temetések énekanyagának az összeállításában, és a búcsúztatók megírásában is közreműködött.
1771-ben született meg a Kis Tükör, mely 1773-ban nyerte el hármas felosztású formáját. A Hármas Kis Tükör című műve eredetileg a falusi református iskolák számára készült, azonban viszonylag gyorsan bekerült a grammatikai iskolák tananyagába, és még az evangélikus oktatási intézményekbe is. A Tiszáninneni Református Superintendentia már 1776-ban előírta a használatát, majd a 19. század első felében több egyházkerület is megtette ugyanezt, és a különböző tervezetekben rendszeresen megjelölték tankönyvként. A 19. század közepéig ez volt a legelterjedtebb tankönyv Magyarországon és Erdélyben egyaránt.

## Emlékezete
- Emléktábla a nagykőrösi Arany János Református Gimnáziumban.
- Losontzi István Óvoda, Általános Iskola, Speciális Szakiskola, Diákotthon és Gyermekotthon, Cegléd

## Művei
- 1740 Disputatio theologica ad Jesaae 54. ad diem 22. junii. Trajecti ad Rh.
- 1754 Éneklésben tanító mester, azaz: a keresztyén hitnek főágazatait magokban foglalt idvességes énekek. Pozsony, 1754. 3. kiadás. Uo. 1794. Ebből vétettek át Bánóczi igazítása mellett a reformátusok uj énekeskönyvébe: a 104., 106., 107., 110–118., 120–123. sz.)
- 1769 Artis poetice subsidium, complectens: I. Artis poëtice elementa, II. Collectionen poëmatum varii generis, IV. Collectionem poëmatum elegiacorum ex Ovidio, V. Collect poëmatum epicorum, VI. Flores et sententias poëtarum, VII. Selecta scholae Salernitanae praecepta medica, paribus Hungaricis versibus reddita, VIII. Pantheum mythicum contractum. In usum tyronum concinnatrum. Pozsony
- 1773 Hármas Kis Tükör. Sok kiadásban.
- 1773 A juhtartásról való oktatás és a dohánytermesztésnek mestersége. Paul Venczel után a kir. helytartótanács megbizásából magyarra ford. Pozsony
- 1791 Halotti énekek, melyek illendő meg-jobbítással, bővítéssel, díszesebb rendel és egynéhány soltárokkal a közhaszonra ujabban ki-bocsátattak. Pozsony és Pest